# Sven Haupt
Sven Haupt (* 1976 in Bonn) ist ein deutscher Science-Fiction-Schriftsteller.

## Leben
Sven Haupt studierte Biologie und promovierte 2008 in kognitiver Hirnforschung. Seit 2016 schreibt und veröffentlicht er regelmäßig Kurzgeschichten und Science-Fiction-Romane. Seine Werke wurden mehrfach ausgezeichnet. So erhielt Die Sprache der Blumen im Jahr 2021 den Deutschen Science-Fiction-Preis, wie auch im Jahr darauf der Roman Stille zwischen den Sternen und im Jahr 2024 der Roman Niemandes Schlaf. 

## Werke

### Romane
- Der elektrische Engel. Mystic Verlag, Pirmasens 2018, ISBN 978-3947721023.
- Die Offenbarung des Uhrwerks. Mystic Verlag, Pirmasens 2019, ISBN 978-3947721368.
- Die Sprache der Blumen. Mystic Verlag, Pirmasens 2020, ISBN 978-3947721443.
- Stille zwischen den Sternen. Eridanus Verlag, Bremen 2021, ISBN 978-3946348290.
- Wo beginnt die Nacht. Eridanus Verlag, Bremen 2022, ISBN 978-3946348351.
- Niemandes Schlaf. Eridanus Verlag, Bremen 2023, ISBN 978-3946348375.

### Anthologien
- Der endlose Kreis. Mystic Verlag, Pirmasens 2018, ISBN 978-3947721122.
- als Herausgeber: Es war einmal ein Dimensionsportal. Mystic Verlag, Pirmasens 2019, ISBN 978-3947721306.

## Preise
- 2018: Marburg Award für die beste Kurzgeschichte für Schwarze Nebel (In: Der endlose Kreis)[4]
- 2021: Deutscher Science-Fiction-Preis, Kategorie „Bester deutschsprachiger Roman“ für Die Sprache der Blumen[5]
- 2022: Deutscher Science-Fiction-Preis, Kategorie „Bester deutschsprachiger Roman“ für Stille zwischen den Sternen[2]
- 2024: Deutscher Science-Fiction-Preis, Kategorie "Bester deutschsprachiger Roman" für Niemandes Schlaf[6]